# Tronie

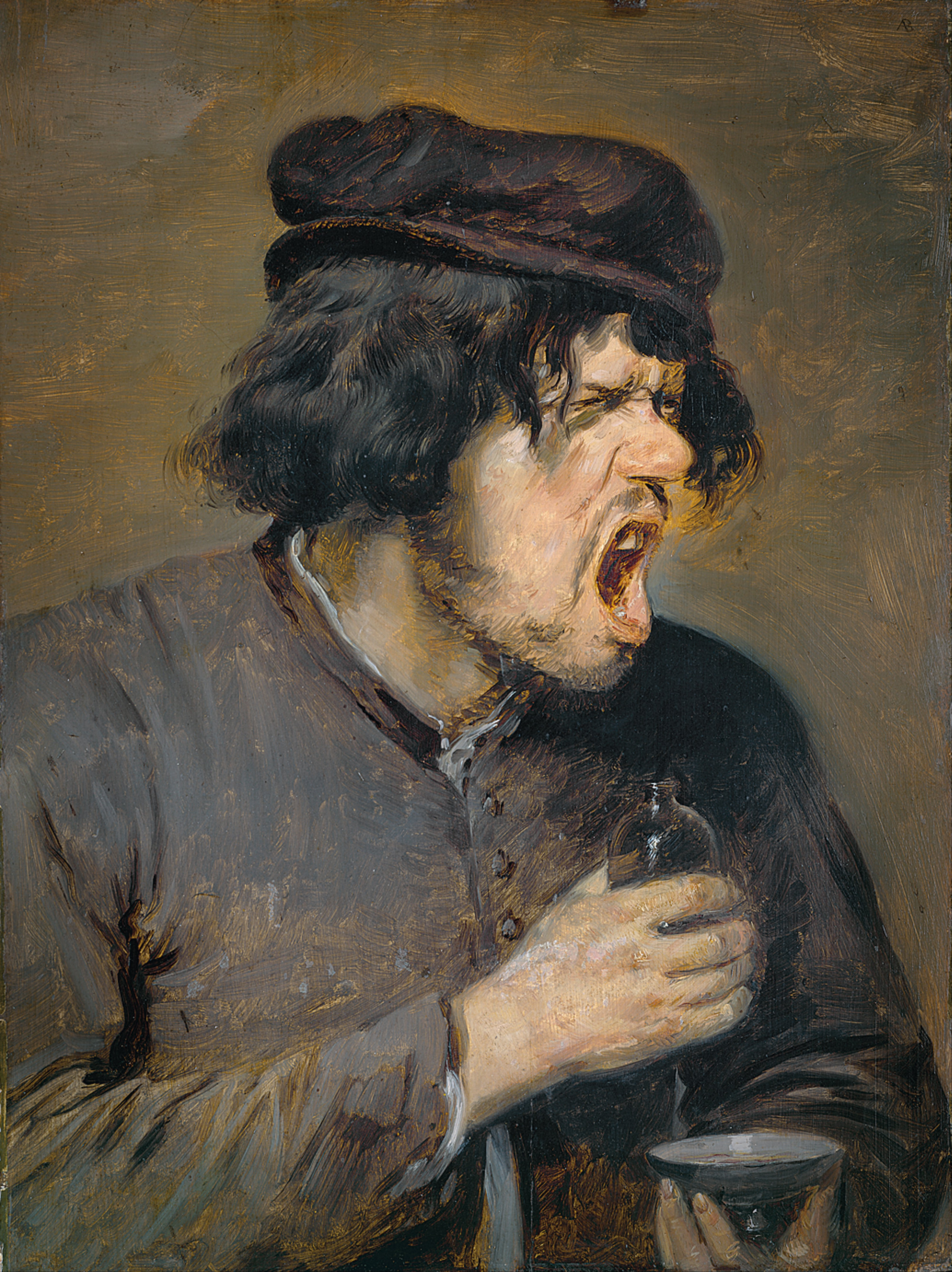
Der bittere Trank, Adriaen Brouwer

Ein Tronie oder Tronje (ndl. für ‚Kopf‘, ‚Gesicht‘ oder ‚Gesichtsausdruck‘) ist die kunsthistorische Bezeichnung für einen Typus figurativer Kunstwerke, der im holländischen und flämischen Barock verbreitet war. Es handelt sich dabei um Gemälde, Zeichnungen oder Drucke porträtähnlicher Kopf- und Charakterstudien, auf denen oftmals anonyme Personen mit interessanter Physiognomie oder Kostümierung dargestellt werden, zuweilen mit literarischer oder allegorischer Bedeutung. Die einzelnen Köpfe, Brust- oder Halbfiguren wurden meist vor neutralem Hintergrund abgebildet. Obwohl diese Werke oft sehr porträtähnlich aussehen und von einigen bekannt ist, dass sie bestimmte Dargestellte, darunter auch die Künstler selbst, abbilden, zielen sie nicht auf die Darstellung einzelner Personen im gewöhnlichen Verständnis der Porträtmalerei. Vielmehr zeigen sie fiktive Charakterisierungen bestimmter Typen, wie den alten Mann oder die alte Frau, den Soldaten, die Hirtin, den Orientalen oder den Schwarzen. Die Reduktion des Bildgegenstandes bzw. der mit ihm verbundenen Bedeutung bleibt hinter den in dieser Hinsicht üblichen Darstellungsmöglichkeiten für einfigurige Historien- und Genrebilder zurück.
Das Hauptziel der Künstler, die Tronies schufen, war es, eine naturgetreue Darstellung der Figuren zu erreichen und ihre illusionistischen Fähigkeiten durch den freien Umgang mit der Farbe, starke Lichtkontraste oder eine eigentümliche Farbgebung zur Geltung zu bringen. Tronies verkörperten abstrakte Inhalte wie Vergänglichkeit, Maßlosigkeit, Jugend und Alter, konnten aber auch als positive oder negative Beispiele für menschliche Qualitäten fungieren, wie Weisheit, Stärke, Frömmigkeit, Torheit oder Impulsivität. Diese Werke waren in Holland und Flandern sehr beliebt und wurden als eigenständige Werke für den freien Markt produziert.

## Definition

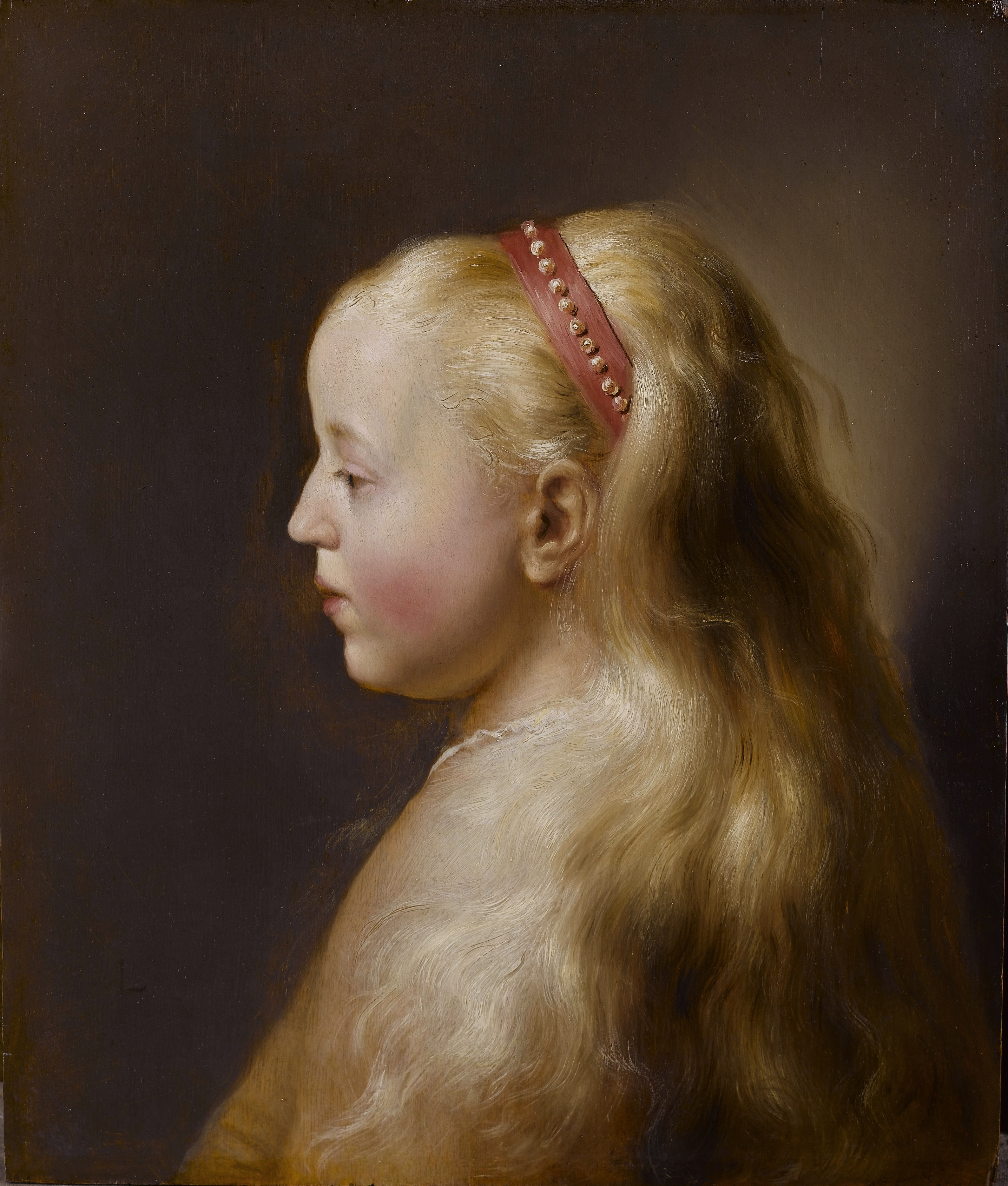
Ein junges Mädchen, Jan Lievens

Etymologisch geht das Wort Tronie auf das mittelfranzösische trongne oder trogne zurück, dessen Wurzel im gallischen trugna (= Schnauze) vermutet wird. Die Schreibweise des Wortes Tronie variierte im 16. und 17. Jahrhundert erheblich. Der Begriff Tronie ist in der kunsthistorischen Literatur nicht eindeutig definiert. Literarische und archivalische Quellen zeigen, dass der Begriff Tronie zunächst nicht immer mit Menschen in Verbindung gebracht wurde. In Inventaren werden manchmal Blumen- und Früchtestillleben als Tronies bezeichnet, häufiger war allerdings die Bedeutung von Gesicht oder Visage. Oft bezog sich der Begriff auf den ganzen Kopf, sogar auf eine Büste, in Ausnahmefällen auf den ganzen Körper. Eine Tronie konnte zweidimensional, aber auch aus Gips oder Stein gefertigt sein. Oft wurde der Begriff Tronie als Hinweis auf ein Abbild, die Darstellung eines Individuums, auch des Antlitzes Gott Vaters, Christi, Marias, eines Heiligen oder eines Engels. Insbesondere bezeichnete eine Tronie das charakteristische Aussehen des Kopfes eines Typs, zum Beispiel eines Bauern, eines Bettlers oder eines Narren. Tronie bedeutete manchmal so viel wie ein grotesker Kopf oder ein Modell, wie der Typus eines hässlichen alten Menschen. Als Gesicht eines Individuums und eines Typus gedacht, sollte eine Tronie Gefühle und Charakter treffend ausdrücken und musste daher ausdrucksstark sein.
Im modernen kunsthistorischen Sprachgebrauch wird der Begriff Tronie typischerweise auf Figuren beschränkt, die keine identifizierbare Person darstellen. Typischerweise wurde nur ein Kopf oder eine Büste gemalt, wenn man sich auf den Gesichtsausdruck konzentrierte, aber oft auch als Halbfigur, wenn sie in einem exotischen Kostüm dargestellt wurde. Tronies konnten auf Studien nach dem Leben basieren oder die Merkmale tatsächlicher Personen verwenden. Das Bild wurde typischerweise ohne Identifizierung des Dargestellten auf dem Kunstmarkt verkauft und nicht vom Dargestellten in Auftrag gegeben und aufbewahrt, wie es bei Porträts üblich war. Ähnliche nicht identifizierte Figuren, die als Historiengemälde behandelt wurden, bekamen normalerweise einen Titel aus der Mythologie, wie das Rembrandt-Gemälde, das heute als Saskia als Flora bekannt ist.

## Geschichte
Das Genre entstand im 16. Jahrhundert in den Niederlanden, wo es wahrscheinlich durch einige der von Leonardo gezeichneten grotesken Köpfe inspiriert wurde. Leonardo hatte Pionierarbeit geleistet mit Studien von paarweise gezeichneten grotesken Köpfen, wobei zwei Köpfe, meist im Profil, einander gegenübergestellt wurden, um ihre Verschiedenheit zu betonen.

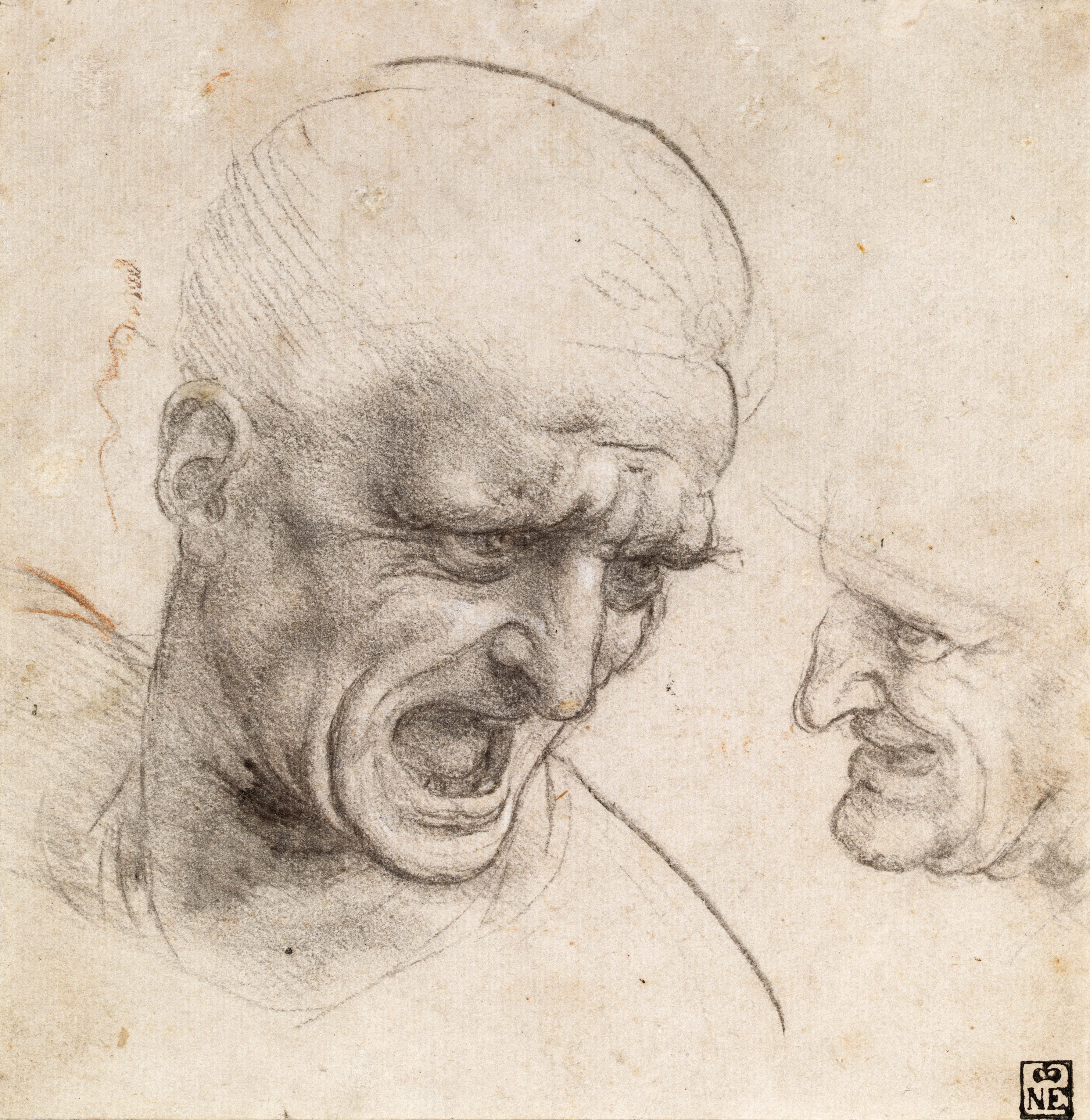
Leonardo da Vinci, Zwei Kopfstudien für die Schlacht von Anghiari

Dieses paarweise Nebeneinanderstellen wurde auch von Künstlern in den Niederlanden übernommen. 1564 oder 1565 sollen Joannes und Lucas van Doetecum (1559–1593) 72 Köpfe gestochen haben, die Pieter Bruegel der Ältere zugeschrieben werden und dieser paarweisen Anordnung folgen.
Im 16. Jahrhundert übten sich die Maler an Tronies, die sie nach lebenden Modellen malten, um die Figuren großer Historiengemälde vorzubereiten. Viele Künstler legten sich Sammlungen von Charakterköpfen an, als Vorstudien für Gemälde, insbesondere für die Historienmalerei. Kopfstudien des flämischen Malers Frans Floris (um 1562) waren zu einer Form der Autorenleistung geworden. Während die Kopfstudien sowohl für seinen eigenen Gebrauch als auch für die Schüler und Gehilfen in seiner Werkstatt angefertigt wurden, entstanden einige davon eindeutig auch als eigenständige Kunstwerke. Die schnelle, ausdrucksstarke Pinselführung dieser Tafeln deutet darauf hin, dass er einige Köpfe als autonome Studien malte. Diese Werke nehmen damit die Tronies des 17. Jahrhunderts vorweg. Diese Studien wurden zu Sammlerstücken für lokale Kunstliebhaber. Die Kopfstudien zeugen von der selbstbewussten künstlerischen Kultur Antwerpens, wo sie eher wegen ihrer Urheberschaft als wegen ihres vorbereitenden Wertes geschätzt wurden.

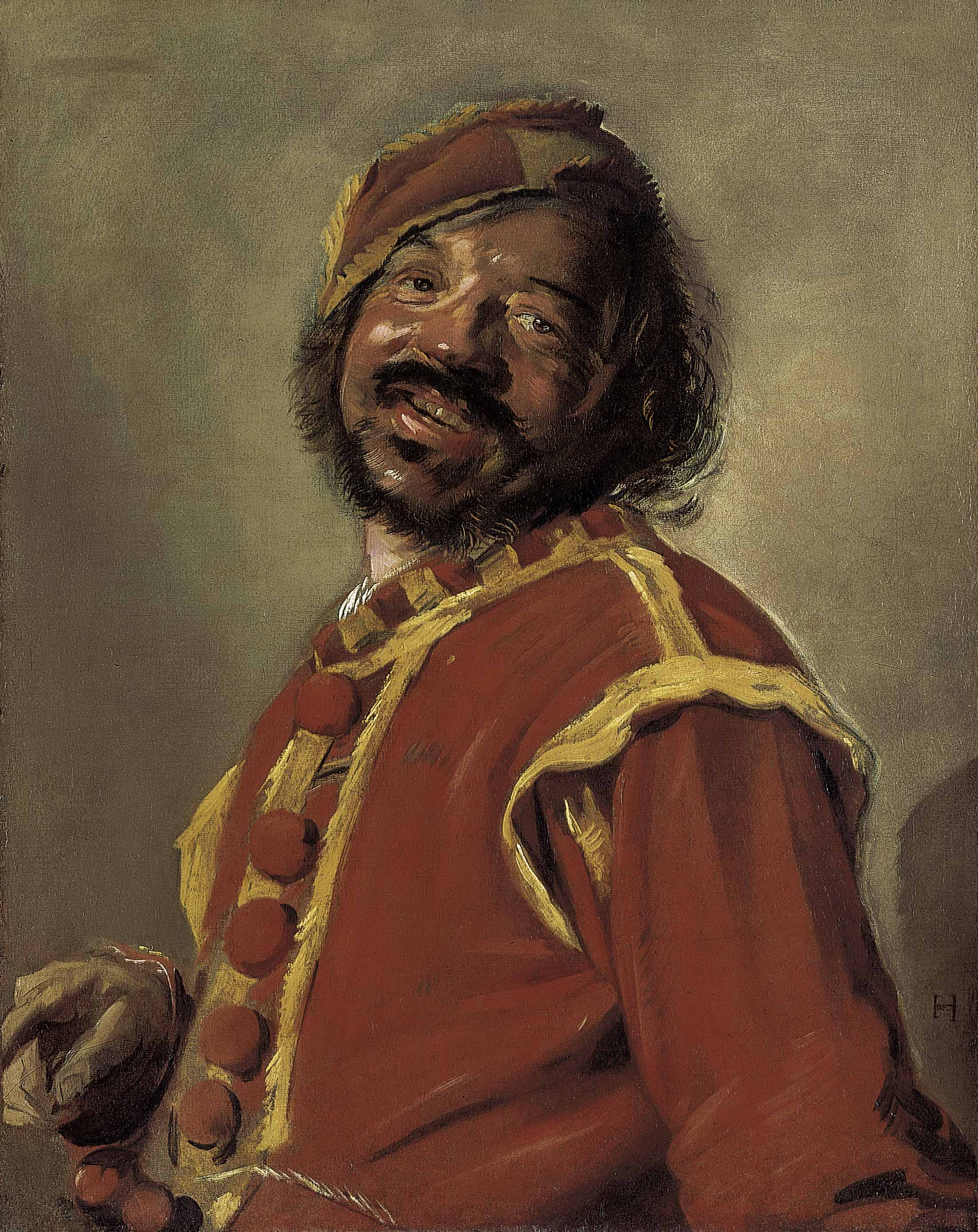
Peeckelhaering (Der lustige Zecher), Frans Hals

Im Laufe des 17. Jahrhunderts etablierten sich in Holland diese Gesichterstudien als eigenständige Kunstform. Zu den wichtigsten künstlerischen Vorläufern der Tronies in Leiden und Haarlem in den zwanziger Jahren gehören gemalten und gezeichneten Studienköpfen des frühen 16. und frühen 17. Jahrhunderts. Jan Lievens war es, der in Leiden die Tronie-Produktion initiierte. Ausgehend von seinen eigenen Genre- und Historienbildern in Halbfiguren, beschränkte Lievens den Bildgegenstand auf die Darstellung eines Kopfes oder einer Büste. Er orientierte sich am Vorbild der flämischen Studienköpfe von Meistern wie Rubens und van Dyck. Die Entstehung der Tronie als Ergebnis einer Reduktion größerer Kompositionen war auch im Werk von Frans Hals zu beobachten. Die Praxis der Tronies als eigenständige Kunstform war den flämischen Malern gut bekannt; es kann nicht ausgeschlossen werden, dass das Genre in Flandern früher als in Holland entstanden ist. Für die flämischen Maler Rubens, van Dyck und Jordaens ist bekannt, dass sie Kopfstudien in größeren Arbeitskontexten verwendeten. Einige dieser Werke waren aber auch als originäre Ausdrucksstudien gedacht.
Das Anfertigen von „tronies“ verbreitete und entwickelte sich im Umkreis von Rembrandt zu einer eigenständigen Kunstform. Für Tronies gab es in den Niederlanden einen lukrativen Markt. Der Preis von Tronies war niedriger als der von anderen Arten von Gemälden, was sie in die Reichweite eines größeren Publikums brachte.
Während die Art der Tronies in Holland sehr beliebt war, wurde sie auch in Flandern häufig praktiziert. Beispiele für flämische Künstler, die Tronies malten, sind Adriaen Brouwer und Michiel Sweerts, die beide einen Teil ihrer Karriere in Holland verbrachten. Sweerts aus Brüssel hatte vermutlich bereits in Flandern mit der Produktion von Tronies angefangen. Den meisten seiner Tronies sind Brustbilder von Mädchen, Knaben oder jungen Männern, seltener von älteren Menschen oder Tronies in exotische Gewändern, wie zum Beispiel das Gemälde Junge mit Turban (um 1656/58, Museo Thyssen-Bornemisza).
Künstler malten auch Tronies über das 17. Jahrhundert hinaus. Während die Tronies des 17. Jahrhunderts durch das Format der Halbfigur oder Büste, die Verwendung eines lebhaften Pinselstrichs, eine begrenzte Palette und ausgefallene Kostüme gekennzeichnet sind, weisen die späteren Tronies andere Merkmale auf. Balthasar Denner malte Tronies in detaillierter Manier, während Christian Seybold glatte und idealisierte Tronies und alte, faltenreiche Gesichter malte.

## Galerie

Beispiele für Tronies
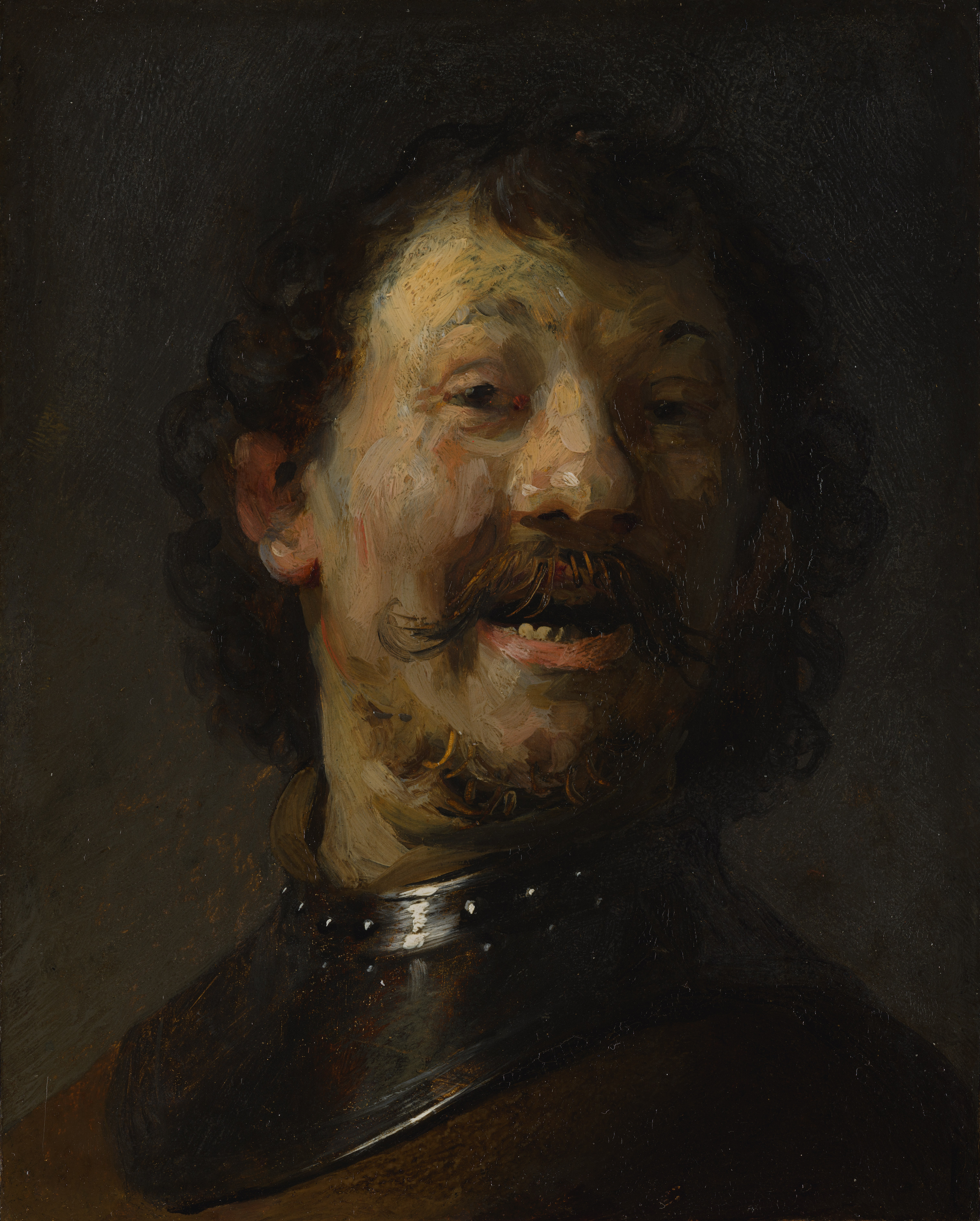
Rembrandt, Der lachende Mann, 1620–30
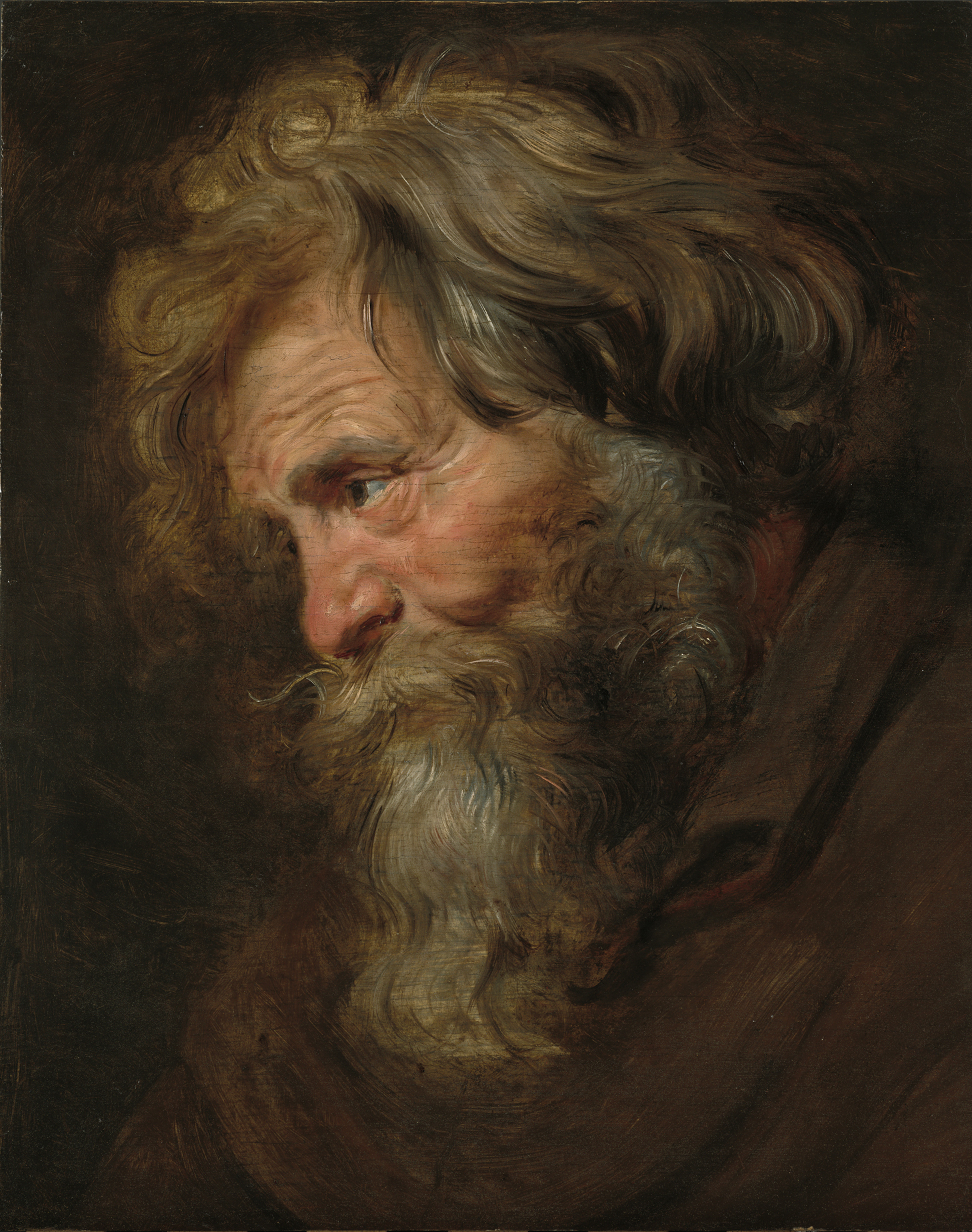
Peter Paul Rubens, Kopfstudie eines alten Mannes, um 1630
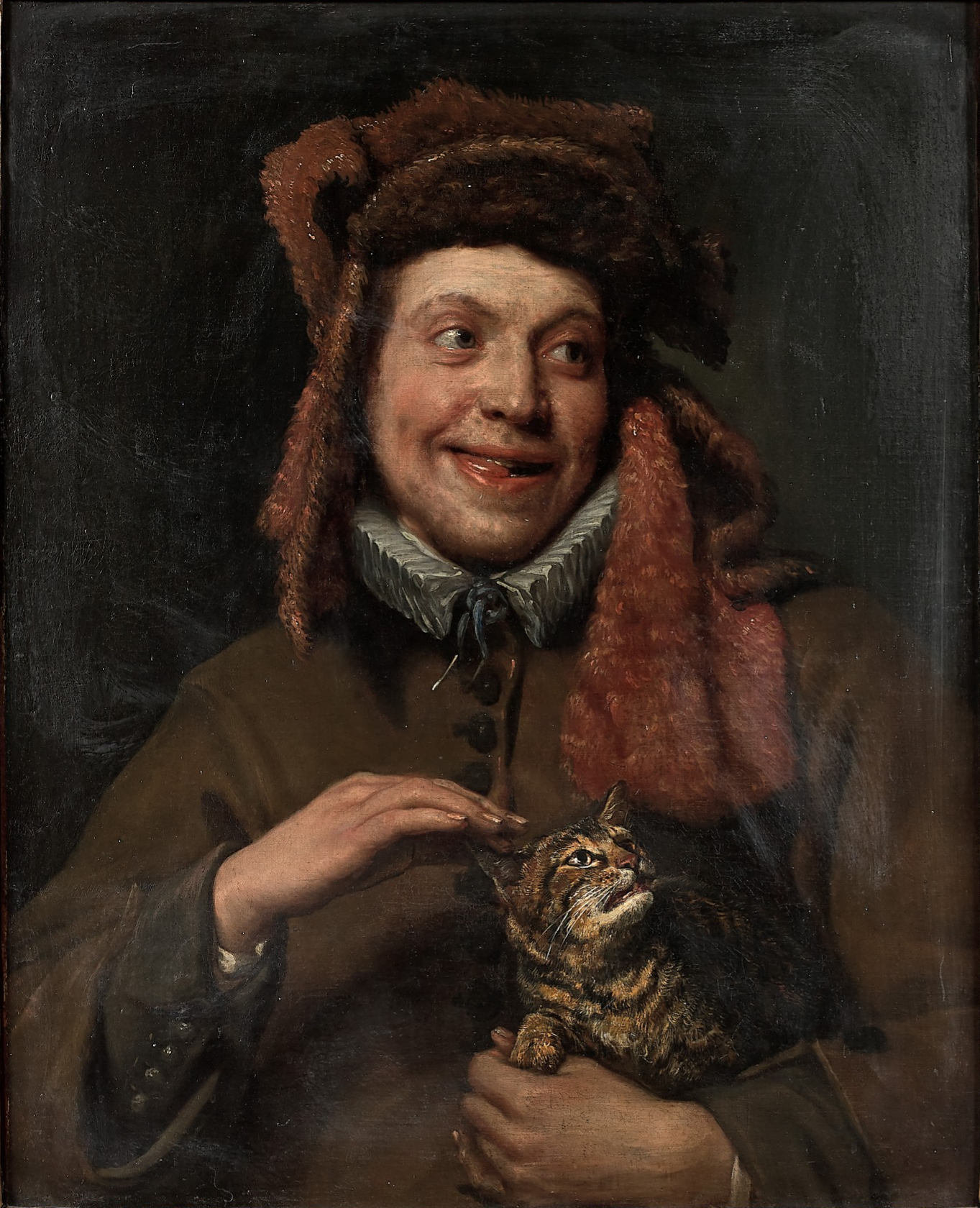
Michiel Sweerts, Porträt eines jungen Mannes, der eine Katze hält (Allegorie des Tastsinns), 1650er Jahre
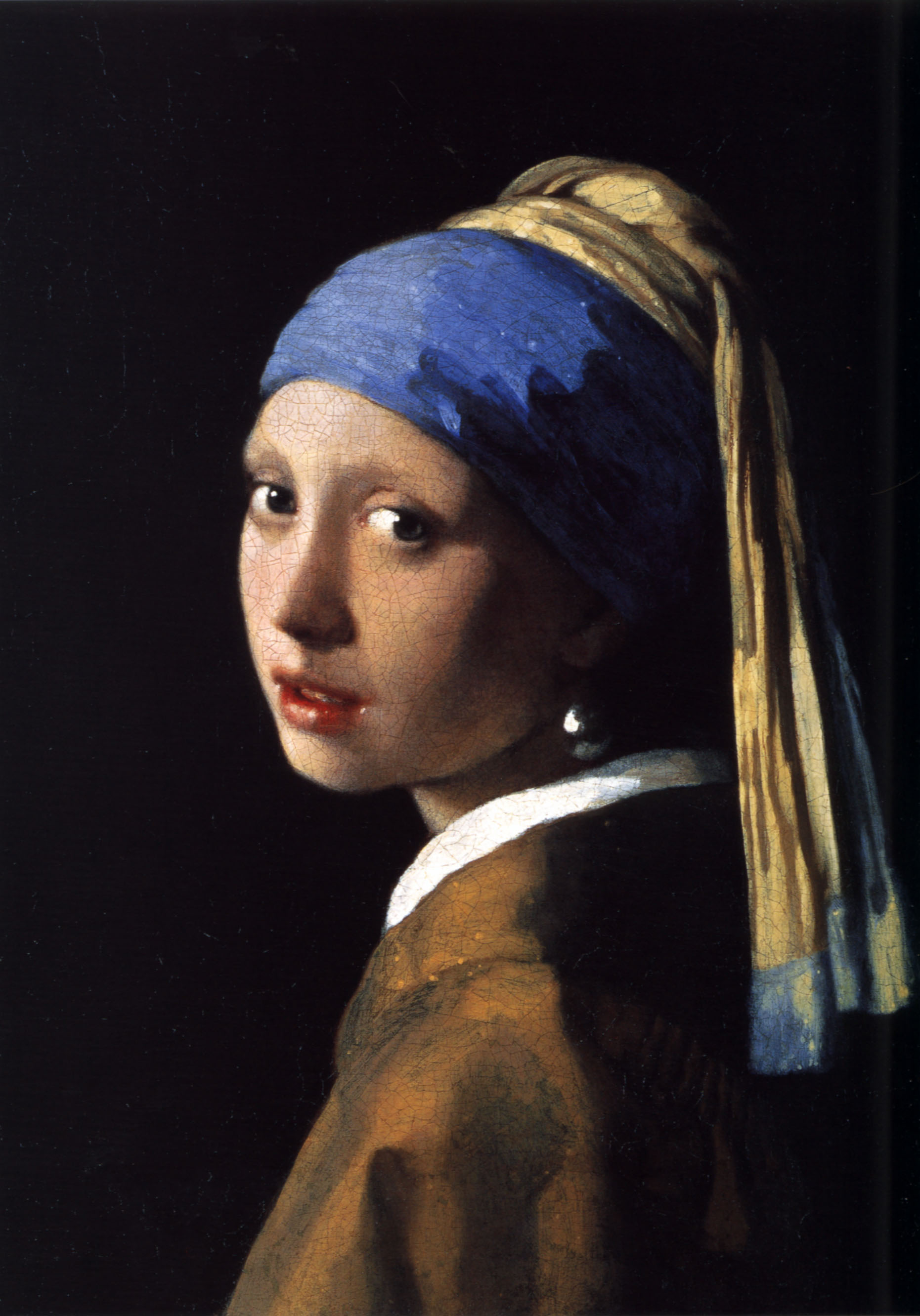
Jan Vermeer, Das Mädchen mit dem Perlenohrgehänge, um 1665/67